# Opatija Fountains
Opatija Fountains u blizini Alfielda engleske regije Yorkshire i Humber, Engleska (Ujedinjeno Kraljevstvo), je ruina cistercinskog samostana iz 1132. godine. Ona je jedna od najvećih i najbolje sačuvanih cistercitskih građevina u Engleskoj, a spojena je s Kraljevskim vodenim prakom Studley čineći kulturni spomenik koji je upisan na UNESCO-ov popis mjesta svjetske baštine u Europi 1986. godine.

## Povijest
Opatija Fountains je osnovana 1132. godine nakon zavade i pobune u Opatiji sv. Djevice Marije u Yorku nakon čega je 13 svećenika napustilo York jer nisu uspjeli ustanoviti izvorna monaška pravila sv. Benedikta iz 6. stoljeća. Zaštitio ih je nadbiskup Yorka Thurstan, koji im je dodijelio parcelu uz rijeku Skell za novu opatiju. Oni su podnijeli zahtjev za prijem u cistercitski red i započeli izgradnju opatije Fountains.
Opatija se prostire na oko 2 km² i djelovala je 407 godina, dok je u duhu anglikanske protestantske reforme nije dao zatvoriti engleski kralj Henrik VIII. Opatijsko zemljište je kralj prodao 1540. godine londonskom trgovcu Richardu Greshamu.
Danas njome upravlja Nacionalno vijeće za upravljanje engleskom baštinom, a portirska kuća uz crkvu je pretvorena u Muzej povijesti opatije i njenih opata.

## Arhitektura
Opatija je izgrađena od lokalnog kamena u strogom cistercitskom planu koji se tijekom stoljeća prilagođavao i mijenjao. Građevine su orijentirane osi crkva - rijeka Skell s klaustrom na jugu i trobrodnom opatskom kućom i ćelijama na istočnom putu. Paralelno sa zapadnim putom je golema nadsvođena građevina koja se proteže preko rijeke, a služila je kao skladište ispod spavaonice, a na jugozapadnom dijelu je imala toalet, točno iznad rijeke.
Neobičnost plana je kuhinja između refektorija, dnevnog boravka (pisalis) i previjališta iznad rijeke desno, spojena s gostinjskim sobama. Produljeni kor crkve započeo je opat John iz Yorka (1203. – 11.), a nastavio je njegov nasljednik John iz Kenta (1220. – 47.) u duhu istočnog transepta pred-gotičke Durhamske katedrale. Opat Hubby (1494. – 1526.) je netom prije ukidanja opatije dao izgraditi toranj na sjevernom dijelu sjevernog transepta.
- Plan opatije
- Lukovi crkve iznutra
- Pogled iz klaustra na toranj
- Grb opatije u muzeju
- Opatski refektorij

## Vanjske poveznice
- Službena stranica Opatije Fountains (engl.)